# Émile Fleurent
Pour les articles homonymes, voir Fleurent.
Émile Fleurent est un homme politique français né le 30 janvier 1865 à Celles-sur-Plaine (Vosges) et décédé le 25 mai 1938 au Vésinet (Yvelines).

## Biographie
Né d'un père aubergiste devenu maire de Celles-sur-Plaine et apporte un soutien à Jules Ferry son député. Émile Fleurent fait des études à l'école industrielle d'Épinal puis rentre à l'École de physique et de chimie industrielle de Paris en 1883 et sort diplômé trois ans plus tard. Il rentre ensuite à la Sorbonne, obtient sa licence en sciences physiques en 1889 et l'année suivante entre au Conservatoire des arts et métiers où il fait carrière. Il est préparateur de cours pour Aimé Girard.
Docteur es sciences en 1895, il est professeur, titulaire de la chaire de chimie industrielle au Conservatoire des arts et métiers en 1899 après la mort de Girard. Il prend sa retraite en 1934 et est nommé professeur honoraire. Durant sa carrière, il publie une cinquantaine d'ouvrages sur la chimie. Il est alors un conseiller scientifique pour les gouvernements et pour les professionnels. Il est membre du Comité d'organisation et d'installation de l'Exposition universelle de 1900. Il siège ensuite dans des commissions extraparlementaires pour plusieurs ministères et à partir de 1900, il fait partie de la commission permanente d'hygiène industrielle. Il est aussi membre du Conseil supérieur de l'Agriculture.
Il décide ensuite de s'engager en politique en soutenant le Bloc des gauches et l'un des membres fondateurs de l'Alliance républicaine démocratique, aussi appelé Alliance Carnot tout en étant membre du comité exécutif du Parti radical et radical-socialiste. C'est aussi un franc-maçon membre du Grand Orient de France. Il est choisi par les républicains démocratiques vosgiens pour être candidat dans la circonscription de Saint-Dié I, qu'il gagne face au progressiste Jean Girardin et Aimé Piron, socialiste. Il s'inscrit au groupe de la Gauche radicale. Durant son mandat, il participe aux travaux parlementaires notamment lors de l'accident de l'Iéna et vote pour l'ajout de la ration de vin pour des raisons hygiénistes. Il est également conseiller général de canton de Raon-l'Étape en 1907 dans un contexte de violences entre des grévistes et les militaires présents, de nouvelles élections doivent avoir lieu en 1908. Il se présente ensuite aux sénatoriales de janvier 1909 en même temps que Marc Mathis et Gilbert Renaud, le président de la Fédération républicaine vosgienne. Il est cependant battu avec les autres par les sénateurs sortants, dont Jules Méline.
En 1910, Fleurent ne renouvelle pas son mandat car il veut retrouver ses laboratoires. Il propose Constant Verlot, professeur de collège, comme remplaçant qui parvient à reprendre le siège. Fleurent garde cependant le siège au conseil général et le renouvelle en 1913 mais pas en 1919. Cette année là, il est nommé directeur de l'Office des produits chimiques et pharmaceutiques et participent à des missions en Allemagne. Il est celui qui impose lors du traité de Versailles les questions relatives à la chimie et du tarif douanier avantageux pour la France. Il est fait membre de l'Académie d'Agriculture en 1930. En 1934, il est chargé de mission par l'Institut international d'agriculture à Rome et en 1936, il est membre de la commission de la nomenclature douanière internationale de la Société des Nations et le président fondateur du syndicat des ingénieurs chimistes. Il continue de s'intéresser à la politique locale des Vosges et met en avant le radical Paul Elbel à Saint-Dié.

## Décorations
- Commandeur de la Légion d'honneur (août 1926)
- Officier de la Légion d'honneur (14 janvier 1913)
- Chevalier de la Légion d'honneur (14 août 1900)